# Полі-Світ
Полі-Світ (фр. Poly-Monde, англ. Poly-World, рос. Поли-Мир) — студентська спілка у Політехнічній школі Монреалю (фр. École Polytechnique de Montréal — Еколь політехнік де Монре́аль), розташованої у місті Монреаль (провінція Квебек, Канада).
Спілку засновано у 1990 році, на базі університету Політехнічна школа Монреалю.
Метою утворення спілки є реалізація щорічного індустріального візиту до іноземних країн.
Щороку спілка обирає цільову країну місії, у зв'язку з чим утворюється і ім'я місії.
Так для 2009 року було обрано Росію, і ім'я місії «Полі-Росія 2009».

## Список реалізованих місій
Детальніший огляд реалізованіх місій, а також офіційни документи для кожної із них, ви знайдете на офіційному сайті спілки .
- 2010 Полі-Світ: Данія, Нідерланди
- 2009 Полі-Росія
- 2008 Полі-Світ: Таівань, Гонконг, Сінгапур
- 2007 Полі-Індія
- 2006 Полі-Світ: Польща, Чехія
- 2005 Полі-Китай
- 2004 Полі-Швейцарія
- 2003 Полі-Скандинавія: Норвегія, Швеція, Фінляндія
- 2002 Полі-Бразилія
- 2001 Полі-Іспанія
- 2000 Полі-Корея: Республіка Корея
- 1999 Полі-Бенілюкс: Бельгія, Нідерланди, Люксембург
- 1998 Полі-Америка: Західне узбережжя Америки
- 1997 Полі-Франція
- 1996 Полі-Німеччина
- 1995 Полі-Японія
- 1994 Полі-Велика-Британія
- 1993 Полі-Італія
- 1992 Полі-Скандинавія: Норвегія, Швеція, Фінляндія
- 1991 Полі-Німеччина
- 1990 Полі-Японія